# Bachelor Flat
Bachelor Flat is een Amerikaanse filmkomedie uit 1961 onder regie van Frank Tashlin.

## Verhaal
Bruce Patterson is een Britse hoogleraar antropologie, die goed in de markt ligt bij de vrouwen. Als zijn verloofde Helen Bushmill een tijdlang naar het buitenland vertrekt, weet professor Patterson amper de vrouwen van zich af te slaan. Dan krijgt de professor ineens bezoek van Libby, de 17-jarige dochter van zijn verloofde. Ze weten van elkaars bestaan niet af.

## Rolverdeling
| Acteur            | Personage                    |
| ----------------- | ---------------------------- |
| Tuesday Weld      | Libby Bushmill / Libby Smith |
| Richard Beymer    | Mike Pulaski                 |
| Terry-Thomas      | Professor Bruce Patterson    |
| Celeste Holm      | Helen Bushmill               |
| Francesca Bellini | Gladys Schmidlapp            |
| Howard McNear     | Dr. Dylan Bowman             |
| Ann Del Guercio   | Liz Turner                   |
| Roxanne Arlen     | Mevrouw Roberts              |
| Alice Reinheart   | Mevrouw Bowman               |